# Michael Learns to Rock
Michael Learns to Rock, ook wel bekend onder de afkorting MLTR, is een Engelstalige popgroep uit Denemarken opgericht in 1988.
De groep werd bekend met de single That's Why (You Go Away) uit 1994. In 2004 verscheen het lied Take Me to Your Heart, dat bekend en populair werd in Oost-Azië. Het lied was een cover van de hit Goodbye Kiss van Jacky Cheung. In Azië zijn veel van de albums van de band goud en platina geworden.